# Курочкін Максим Борисович
Макси́м Бори́сович Ку́рочкін (4 липня 1969, Москва — 27 березня 2007, Київ) — російський та український бізнесмен, політичний діяч і кримінальний авторитет. На початку 1990-х — лідер угрупування, яке приватизувало найбільший ринок Москви «Лужники»; з кінця 1990-х до 2006 мав досить великий бізнес в Україні (володів п'ятьма обленерго, декількома готелями, одним великим ринком); в 2004 був залучений в українську політику (як спонсор) на найвищому рівні — засновник «Руського клубу» в Києві, виконавчий директор клубу. На парламентських виборах 2006 року в Україні спонсорував партію «Російсько-український союз» (у складі «блоку Вітренко»). З кінця 2006 втратив значення в політиці. В Україні найбільш відомий «ранковим штурмом ринку Озерка в Дніпропетровську» в 2006 році (преса згадувала його на прізвисько рос. «Макс Бешеный»). Згадувався у зв'язку зі справою про отруєння Ющенка в 2004 році.

## Біографічні відомості
Максим Борисович Курочкін народився в Москві в родині дипломатів. Пройшов строкову службу в армії. У 1989 році вступив на вечірнє відділення юридичного факультету Московського університету, яке закінчив у 1994 році. Колишній спортсмен-дзюдоїст.
Був одружений (розлучився в 2004 після 15 років життя в шлюбі). Син Максим, донька Аліса.
Його батько — Борис Іванович Курочкін, крім дипломатичної служби, писав вірші й навіть пісні.
Курочкін — людина немов з двома біографіями: в одного житті — він бізнесмен, залучений (як спонсор) у політику в Україні; в іншому житті — мав сумнівну репутацію лідера угрупування, яке контролювало ринок «Лужники» (Москва). Преса вказувала на його зв'язки з криміналітетом. В Україні відомий «ранковим штурмом ринку Озерка в Дніпропетровську» в 2006.
Курочкін був особисто знайомий з низкою політиків та політологів:
- В Росії — з російським політиком Олександром Бабаковим[7] (російська партія рос. «Родина»), з яким у Курочкіна тривалий час був спільний бізнес (починаючи з 1990-х — ринок «Лужники», й до 2004 року)[7].
- В Україні — його «політичні знайомства» в основному припадають на 2004-й рік; й пов'язані з діяльністю «Руського клубу»: знайомий з В. Медведчуком (глава Адміністрації президента Кучми в 2004), віце-прем'єром Клюєвим, прем'єр-міністром Януковичем; в «Руському клубі» — домінували відомі російські політологи Гліб Павловський та Марат Гельман. Пік «політичної активності Курочкіна» припав на період проведення «президентських виборів-2004 в Україні». На парламентських виборах 2006 в Україні — Курочкін фінансував партію «Російсько-український союз» у складі «блоку Вітренко» («блок Вітренко» набрав 2,93 %, тобто не вистачило сотих часток відсотка для подолання 3 % бар'єру).

## Бізнес Курочкіна в Росії (з початку 1990-х до кінця 1990-х)
Перший мільйон Курочкін заробив у 25 років, зайнявшись бізнесом на московському ринку «Лужники». «У середині 90-х зійшовся з Олександром Бабаковим, приватизував найбільший в Москві ринок „Лужники“ (звідси назва бізнес-групи — „лужниківські“)». За інформацією преси, був пов'язаний з «лужниковським злочинним угрупованням». Курочкіну приписують участь у пограбуваннях, вимагання та інші кримінальні «подвиги». Щодо Курочкіна було відкрито декілька кримінальних справ, але всі вони швидко сходили нанівець.
Преса повідомляла, що причина «невразливісті Курочкіна» полягала в його співпраці з міністром
МВС Росії Володимиром Рушайло. Нібито Рушайло прагнув за допомогою угруповання Курочкіна витіснити з ринків Москви чеченську та інші організовані злочинні групи.

## Бізнес Курочкіна в Україні (з кінця 1990-х)
Бізнес Курочкіна в Україні почався з 1999 року, коли в країні йшли великі приватизаційні процеси. У цей час Курочкін перевіз до Києва сім'ю, а сам курсував між Москвою й Києвом на персональному літаку. Працював разом з партнером Олександром Бабаковим (депутат держдуми, з березня-2006 — голова партії рос. «Родина»).
Компанія Курочкіна й Бабакова «VS Energy International» згідно з місцем реєстрації отримала назву «словацька група». Але неофіційно її йменували «лужниківська», продовжуючи пов'язувати зі «стартовим бізнесом». Незабаром у сфері впливу групи виявилися :
- Декілька обласних монопольних організацій розподіляючих електроенергію: «Херсон-обленерго», «Житомир-обленерго», «Кіровоград-обленерго», «Одесаобленерго» й «Севастополь-обленерго».[7] Зі слів самого Курочкіна: «у 2004 році він володів п'ятьма обленерго, трьома готелями, сімома міськгазами та мав місячний дохід у півмільйона доларів»[10].
- Готелі «Прем'єр-Палас» й «Дніпро» в Києві; «Ореанда» в Ялті, «Дністер» у Львові[7]; «Стар» у Мукачевому, «Лондонський» в Одесі[4]. Цьому ж угрупуванню належав ряд структур в Харкові під спільною маркою «Арго»[4]. У Харкові ж кондитерське й пельменне виробництво, макарони, супермаркети під брендом «Арго», лікеро-горілчане виробництво, фабрика з розливу мінеральної води «Арго»[4].
- І найбільш скандальне придбання Курочкіна — дніпропетровський ринок «Озерка», через який «група Курочкіна» довго конфліктувала з групою «Славутич-Капітал» Геннадія Корбана, близькою до «Привату» (пізніше Юрій Луценко охарактеризував ситуацію, як «Курочкін нападає — група „Приват“ захищається»).

## Курочкін в українській політиці часів «Помаранчевої революції-2004»
Напередодні «президентських виборів 2004 року в Україні», Курочкін несподівано опинився в гущі української політики. Він створив рос. «Русский клуб» в Києві. Його очолив головний на той час «російський політтехнолог в Україні» Гліб Павловський (у недавньому минулому — людина близька до Єльцина).

### «Російський клуб» в Києві, 2004
31 серпня 2004 (у вівторок) в Києві було відкрито «Російський клуб» (рус. «Русский клуб»). Відкриття «Російського клубу» в Києві було обставлено дуже урочисто : «У церемонії взяли участь прем'єр-міністр України Віктор Янукович, глави адміністрацій президента України й Росії Медведчук та Дмитро Медведєв, керівники регіонів двох країн, члени урядів, депутати, громадські діячі. „Сьогодні ми прийшли до практичного рішення — рішенню щодо створення Руського клубу, який візьме на себе цілий ряд функцій у відносинах між нашими державами, передусім, гуманітарні, а також економічні“, — сказав на відкритті Янукович».
«Російський клуб» відразу ж став «ставкою російських політтехнологів в Україні»; місцем проведення багатолюдних прес-конференцій цих політтехнологів (які активно висвітлювали провладні ЗМІ України) — клуб активно працював на перемогу Януковича на президентських виборах-2004. Лідером клубу був Гліб Павловський :
 — «Павловський разом з російським бізнесменом Максимом Курочкіним спонсорував так званий „Російський клуб“ в Україні, який на виборах президента України в 2004 році підтримував Віктора Януковича (вибори Янукович програв)».

### Курочкін— спонсор «блоку Вітренко», 2006
У період виборчої кампанії 2006 року в пресі з'явилися повідомлення, що Курочкін фінансував виборчу кампанію Наталії Вітренко (в Україні заборонено подібне фінансування партій іноземцями). На виборах 26 березня 2006 року «блоку Вітренко» не вистачило буквально декілька сотих відсотка, щоб подолати 3 % бар'єр. Її блок не потрапив до Верховної Ради.

## Відгуки про Курочкіна
Наталія Вітренко говорила про нього (після загибелі Курочкіна):
 — «Я сама Курочкіна не знала — з ним спілкувалася не моя партія ПСПУ, а інша партія мого блоку (Російсько-Український союз). Я прізвисько Макс Скажений почула від Луценко. Це він у нього вчепився чомусь. Але історія просто детективна! Кому він так заважав? Якщо це бізнес, то мільярдні угоди, а не ті смішні $10 тис., які йому інкримінували».
Після загибелі Курочкіна, про нього у своєму блозі написав московський політолог Марат Гельман, який працював на команду Януковича й Медведчука на президентських виборах 2004 року, в Україні:
 — «Він, звичайно, не подарунок був, але так потужно обдарованих від природи людей я мало бачив. Нас з ним познайомив Саша Бабаков. Вони були партнерами. Дві протилежності. Один обережний, непримітний, розумний — інший яскравий, талановитий, відчайдушний».

## Кримінальні справи проти Курочкіна в 2005—2007 роках
Після перемоги Ющенка, в 2005 році МВС України порушило проти Курочкіна кримінальну справу, а український Інтерпол оголосив його в розшук. Курочкіну ставили в провину незаконне отримання 340 гектарів Ялтинського заповідника, ринку «Озерка» в Дніпропетровську, готеля «Дніпро» в Києві.
Курочкін зник у Росії й з'явився тільки в 2006 році після того як міністр МВС Юрій Луценко звинуватив його у фінансуванні блоку Наталії Вітренко, пригадавши Курочкіну його прізвисько Макс Скажений. Курочкін заперечував й навіть спілкувався з Луценком за допомогою телемостів:
 — Я свій бізнес в Україні згорнув більше року тому. Навіщо мені українська політика, якщо в мене немає тут бізнесу?
 — Юрій Луценко запропонував мені наступне: «Приїжджайте, ми вас посадимо до в'язниці, й ви з в'язниці доведете, що ви не винні». Мене це не дуже влаштовує, — скаржився він «Українській правді».
Але незабаром після цього, 20 листопада 2006 року, всупереч будь-якій логіці, він приїхав в Україну щоб, як сам казав, «готувати приїзд Путіна». Прямо з аеропорту Курочкін був перепроваджений в СІЗО за звинуваченням у вимаганні $10 тис. Курочкін підозрювався в причетності до скоєння двох злочинів, передбачених ч.2 ст.189 (вимагання) Кримінального кодексу Україні.
У наступні чотири місяці за ґратами Курочкін старанно виправдовував своє прізвисько — озвучував більше ніж дивні речі. Через ЗМІ звертався до Бога: («Приходь, будь ласка, до мене на суд!») І до Ріната Ахметова («Рінат! Розберися з цим, будь ласка! Я дам тобі те, що ти по-справжньому хочеш»), обіцяв «з'їсти мерзенного Луценка», оголосив себе Месією У листі до Ріната Ахметова — Курочкін начебто загрожує (що не дасть йому «довгого життя»), або ж вимагає від нього «розібратися з тими, хто вбив людей Курочкіна» :
 — «Рінат! Позавчора (лист написано 18.3.2007) вбили моїх людей. Я приїхав в гості до тебе, на жаль, ми з тобою так й не зустрілися. Розберися з цим, будь ласка! Я дам тобі те, що ти по-справжньому хочеш. Рінат, я ж знаю, що ти по-справжньому хочеш — довге-довге життя в здоровому тілі. У твоєму. Вчини з ними, як справжній мусульманин — як написано в Корані».
Цитовані вище, останні свої листи, Курочкін передав в суді (19.3.2007) Соні Кошкіній (кореспондент українського сайту «Обозреватель»)

### Курочкін приїхав до «політичних друзів в Україну», жовтень-2006
Треба пояснити, що в момент арешту Курочкіна:
 — Міністр МВС Луценко" допрацьовував останні дні на своїй посаді (Луценко звільнився 1.12.2006), оскільки прем'єр Янукович послідовно звільняв з Кабміну «помаранчевих міністрів, призначених за квотою Ющенка».
 — Генеральну прокуратуру України очолював Медведько (з «донецької команди Януковича»).
 — 26 березня 2006 в Україні пройшли парламентські вибори, на яких переконливо перемогла «помаранчева коаліція БЮТ, НУНС, СПУ». Однак 4 серпня 2006 (після півроку затягування переговорів президентом Ющенком) Ющенко привів до влади «Кабмін Януковича» (коаліція «Партії регіонів», КПУ, СПУ; й 8 міністрів від «Нашої України» Ющенка). Але вже через два місяці союз Януковича й Ющенка став розвалюватися. Янукович швидко звільняв з Кабміну «міністрів Ющенка».
 — Восени-2006 Україною прокотилася низка «гучних рейдерських захоплень» (поняття «рейдерство» саме з осені 2006 року стало широко вживатися в ЗМІ України). Ці захоплення були пов'язані з переділом власності, яким прихильники Януковича компенсували своє півторарічне відлучення від влади.
Несподіваний приїзд Курочкіна до України 20.11.2006 мав на меті захистити його бізнес. Курочкін сподівався на підтримку «команди Януковича», на якого він працював на виборах-2004. Однак, щось не спрацювало, й Курочкін був заарештований «помаранчевим міністром Луценком» (в останні десять днів перебування Луценка на посаді міністра МВС, звільнений 1.12.2006). Але й після переходу посади міністра МВС до «Партії регіонів» Курочкіна так й не випустили із СІЗО.
1 грудня 2006, коли Луценко подав у відставку з поста міністра МВС Україні, й на цю посаду був призначений представник від Януковича, «Російський клуб» (який продовжував очолювати Курочкін) звернувся до влади України з проханням про звільнення Курочкіна Однак, Курочкіна залишили в СІЗО, ймовірно тому, що напередодні (30.10.2006) «люди Курочкіна» відзначилися в скандальному «захопленні ринку Озерка».

### Спроба захоплення ринку «Озерка» в Дніпропетровську, 30.10.2006
30 жовтня 2006 по всіх телеканалах України пройшли досить незвичні для України кадри : 150 чоловіків із вибуховими пакетами й травматичними пістолетами — рано вранці намагалися прорватися на ринок «Озерка» з метою захоплення будівлі дирекції. Однак прибулий загін міліції «Беркут» роззброїв атакувавших й поклав їх довгими рядами на мокрий асфальт (як раз пройшов дощ, був ранковий туман). Затримано 90 осіб, поранено двоє співробітників «Беркута». Значна частина цієї «нічної й ранкової атаки» була знята на відео й показана по телебаченню України. Нападниками були в основному, найняті професійні охоронці, одягнені в камуфляж :
 — «Керівництво ринку звинувачує в спробі захоплення Максима Курочкіна, якого одні ЗМІ називають московським бізнесменом, а інші — російським кримінальним авторитетом, а також його пособників в Україні: якихось Воробйова, Нетребко й Сумцова»..
Це була найбільш пам'ятна «рейдерська атака» в Україні. І найбільш пам'ятна атака, коли сили міліції (успішно й досить швидко) роззброїли значні сили «рейдерів». Раніше нічого подібного в Україні не спостерігалося.

### Вбивство «людей Курочкіна»
Після арешту Курочкіна незабаром були вбиті найважливіші представники його групи :
- 16 грудня 2006 року, близько 1:00 ночі — перший заступник директора центрального ринку «Озерка» Володимир Олександрович Воробйов (громадянин Росії, 1967 р. н.) був убитий при виході (на сходинках) з розважального комплексу «кінотеатр „Салют“» у Дніпропетровську (супроводжуюча його знайома жінка 24 років — отримала «вогнепальне поранення правої ноги» й була госпіталізована). Вбивця зробив більше 20 пострілів з близької відстані, з пістолета, й втік[21][22]
- 16 березня 2007 року на пожвавленій Обухівській трасі (під Києвом біля села Плюти) невідомі розстріляли з автомата джип, в якому було вбито три людини з оточення Курочкіна[22] (начальник охорони Курочкіна Олександр Харчишен й його знайомі — Дем'ян Топілін й Анатолій Куриленко)[23][24].

Цікаво, що Росія абсолютно не відреагувала ні на «посадку» одного свого громадянина (Курочкіна), ні на вбивство іншого (Воробйова). Вважається, що впливові політики, друзі Курочкіна в Росії й Україні з якихось причин відмовилися від нього в 2006 році.

### Вбивство Курочкіна
Курочкін був убитий 27 березня 2007 року близько 17.00 у внутрішньому дворику Святошинського районного суду Києва пострілом снайпера в серце після закінчення судового засідання у його справі. За інструкцією, автозак повинен був стояти впритул до дверей, але в дворику суду йшов ремонт й біля дверей лежала купа будівельного сміття, тому автозак стояв за три метра від дверей. Курочкін мав пройти буквально дві секунди — від дверей будівлі суду до «автозаку»; але снайпер вистрілив в ту ж мить, як тільки Курочкін ступив у дворик з прольоту дверей. Постріл був фантастичний за точністю, й швидкістю виконання; снайпер стріляв з горища дев'ятиповерхового будинку, що знаходився в 300 метрах від суду. Очевидці бачили двох чоловіків в масках.
«„Не хочу вмирати, відпустіть мене“, — умовляв суддів Максим Курочкін у вівторок (27.3.2007). Суд, бувало, вислуховував від Курочкіна й не таке, тому словам не повірив, й клопотання про звільнення з-під варти відхилив. А через кілька годин росіянин, у повній відповідності зі своїми побоюваннями, отримав кулю в серце прямо у дворі Святошинського суду».
За даними газети «Сегодня», останніми словами Максима були «От б… дь». Цим же пострілом був поранений й сержант міліції Андрій Литвинчук, який супроводжував Курочкіна. Конвоїр залишився живий.
Геннадій Корбан (голова наглядової ради компанії «Славутич-Капітал», яка конфліктувала з Курочкіним за «Озерку») заявив :
 — «Ми шоковані подією. Але ми не можемо бути запідозрені в зацікавленості в цій загибелі, тому що наш конфлікт з Курочкіним давно вичерпаний», «Що стосується самого Курочкіна, то в різні часи він робив різне враження. Іноді це була ділова людина, іноді такий, знаєте… новий росіянин. Він, здається, грав різні ролі».

### Подробиці про вбивство Курочкіна
16 березня 2007 року почався суд над Курочкіним. «З Росії прибули: його дружина Анна, цивільна дружина Юля, рідний брат Денис й нащадок князів Рюриковичів — Георгій V Миколайович Долгорукий-Симанський, який був близьким другом батьків Курочкіна. У червоному спортивному костюмі з написом „Росія“, поголений наголо Курочкін, сидячи в клітці, намагався помирити свою законну дружину з цивільною, жартував, посилав повітряні поцілунки. А ввечері того ж дня під селом Плюти (Київська область) були розстріляні троє друзів росіянина, серед яких й начальник його охорони Андрій Харчишен, присутній на засіданні суду».
27 березня 2007 «Близько 16.40 конвоїри збиралися вивести пана Курочкіна у внутрішній двір суду й посадити в спецавтомобіль, щоб відвезти в СІЗО. Але підсудний ледве встиг перетнути поріг будинку, як отримав постріл в груди. Куля пройшла навиліт в області серця, пробила живіт одного з конвоїрів й внутрішні двері суду. Співробітники слідчо-оперативної групи не змогли вилучити кулю, яку називали між собою „натовською“, оскільки в приміщенні вона розсипалася. У цей час у дворі суду фарбували стіни троє малярів. Вони змогли приблизно визначити напрям пострілу». Стріляли в Курочкіна з «фінської снайперської гвинтівки „SAKO TRG-42“» — яка вирізняється великою забійною силою (куля важить 20 грамів).
За свідченнями свідків, у дворі багатоповерхівки декілька годин стояла невідома «Мазда» з водієм. Після пострілу з під'їзду вибіг чоловік у масці, сів в іномарку й поїхав. Цю машину через кілька годин знайшли кинутою в центрі Києва.

## «Виправдання Курочкіна» не відбулося. Апеляція генпрокуратури України
24 вересня 2007 року (це був період «прем'єр-міністра Януковича при президенті Ющенко») Святошинський районний суд міста Києва визнав Максима Курочкіна, убитого у березні цього року, невинним у скоєнні злочину («здирництво» за ч. 2 ст. 189 Кримінального кодексу Україні).
Проте, 8 жовтня 2010 року прокуратура Києва внесла апеляцію на вирок Святошинського районного суду. Прокуратури визнала необґрунтованим скасування вироку Курочкіну.

## Розслідування вбивства Курочкіна в 2007—2010
У травні 2007 року СБУ та МВС України заарештували 6 громадян (зокрема Фурман, Пугачов, Єременко), яких підозрювали в причетності до «вбивства Курочкіна й людей з його команди (заступника директора „Озерки“ Воробйова; та трьох осіб на Обухівській трасі)».
До 8 квітня 2008 року розслідування у справі про вбивства заст. директора «Озерки» й «вбивства на Обухівській трасі» були завершені. Проте лише через два роки — 23 березня 2010 року Апеляційний суд Дніпропетровської області виніс рішення у справі про вбивство заступника директора центрального ринку «Озерка». Трьох співучасників убивства суд засудив до позбавлення волі : 15 років отримав лідер «організованого злочинного угрупування» та учасник розстрілу; двох осіб, які брали участь у підготовці, стежили за Володимиром Воробйовим, суд засудив до 11 й 10 років позбавлення волі.
26 березня 2010 року Слідче управління Головного управління МВС України в місті Києві — заявило про те, що встановлено особу кілера, який вбив Максима Курочкіна. Кілер оголошений в розшук. Цей чоловік раніше проживав у Дніпропетровську, але отримав російське громадянство. Свого часу він працював у спеціальному підрозділі силових структур. Однак міліція заявила, що шанси знайти його вкрай малі — «такі люди довго не живуть».
2 грудня 2010 року МВС України заявило, що замовник вбивства Курочкіна є громадянином Росії, й знаходиться за межами України. До розшуку залучені російські правоохоронці.

## П'ять років по тому, 2012 рік
Виявилося, що і через п'ять років після вбивства Курочкіна — цю подію продовжують коментувати в Україні:
- Омбудсмен України Ніна Карпачова пригадала, що вбивство Курочкіна в суді «шокувало, пролунало пострілом по іміджу України»[31].
- Колишній заступник міністра МВС генерал Москаль, заявив, що у Макса Бешеного «руки по лікоть в крові»,[31] і що він «не дружив з головою, звідси і прізвисько». Також Москаль стверджує, що в МВС України був генерал, який взяв гроші за те, аби «відмазати» Курочкіна;[31] і що в приватизації і бізнесі «Курочкіну дуже допомагала влада України».[31]
- Політик Наталія Вітренко пояснила, що Курочкін фінансував не безпосередньо її партію ПСПУ, а партію «Російсько-український союз», в блоці з якою «партія Вітренко ПСПУ» йшла на парламентські і місцеві вибори 2006 року.

Газета «Сегодня» (яка належить найбагатшій людині України Рінату Ахметову, для якого Курочкін передав лист в залі суду) у 2012 році вперше опублікувала ім'я вірогідного вбивці, яке в травні 2007 року назвав міліції «важливий свідок» — нібито це Тимофій Ратушний (кримінальний авторитет Жора Армані), 1976 року народження, уродженець Дніпропетровська, колишній спецназівець і спортсмен, який отримав російське громадянство в 2000-х роках.
Ратушному було заочно пред'явлено звинувачення (і він був оголошений в розшук в Україні) в травні 2007 року; в квітні 2008 року оголошено в міжнародний розшук, але незабаром справу по ньому призупинили, і відновили лише на початку 2011 року — матеріали по Ратушному були направлені в «національне центральне бюро Інтерполу в Україні». З жовтня 2011 року справу веде Головне слідче управління МВС України. В міністерстві заявляють, що справа Курочкіна забуксувала: «Якщо Армані не прибрали, то заховали десь під чужим паспортом і змінили зовнішність».
Що стосується іншої людини з групи кілерів (а на горищі будинку було дві людини), то його особа залишається невідомою.

## Мультимедійні матеріали
- Рідкісний відео-ролик. Схема «пострілу в Курочкіна» — показано розташування будинків й напрям пострілу. Цей ролик був показаний на телеканалі «Інтер» (Україна) в березні 2007. [Архівовано 23 червня 2016 у Wayback Machine.]
- Коротка історія Курочкіна, показана передачею «Знак оклику» на телеканалі «TBi» (Україна), травень 2010. [Архівовано 2 грудня 2015 у Wayback Machine.]
- Фрагмент відео про «спробу захоплення Озерки» 30.10.2006 рейдерами М. Курочкіна. По телебаченню України показували докладнішу версію. [Архівовано 19 квітня 2016 у Wayback Machine.]
- Воробйов (заступник директора ринку «Озерка») на прес-конференції в приміщенні Спілки журналістів у Дніпропетровську: «Заїде скоро Курочкін (на Україну), й скоро буде тут». 3.11.2006. [Архівовано 10 травня 2016 у Wayback Machine.]
- Скандально відомого бізнесмена Максима Курочкіна (відомого в кримінальному світі під прізвиськом Макс Бєшений) затримали в Київському аеропорті Бориспіль, по прибуттю на Україні. 20.11.2006. [Архівовано 18 квітня 2016 у Wayback Machine.]
- Останні секунди Курочкіна перед виходом у дворик, де він був убитий. 28.3.2007. [Архівовано 6 червня 2016 у Wayback Machine.]
- Винесено вирок вбивцям Воробйова (заст. директора ринку Озерка). 23.3.2010. [Архівовано 2 травня 2016 у Wayback Machine.]
- Коли суддя попросив назвати своє ім'я, Курочкін представився «месією». Він також «благословляв» всіх присутніх й освідчувався в коханні «своїй цивільній дружині» на ім'я Юлія: «І ти мене так любиш? А я все-рівно тебе більше за усіх люблю». [Архівовано 18 квітня 2016 у Wayback Machine.]
- Після вбивства Курочкіна, «швидка» забирає пораненого міліціонера. [Архівовано 23 липня 2016 у Wayback Machine.]
- Борис Іванович Курочкін, пісня «Мама». 4.5.2010. [Архівовано 26 квітня 2016 у Wayback Machine.]